# Otto Peltzer
Otto Paul Eberhard Peltzer (Drage, Provincia de Schleswig-Holstein, 8 de marzo de 1900 - Eutin, Provincia de Schleswig-Holstein, 11 de agosto de 1970) fue un atleta alemán que consiguió marcas mundiales en la década de 1920. 
En julio de 1926, Peltzer consiguió correr los 800 m en 1:51.6 min en Londres mejorando en 0.3 segundos la marca que ostentaba desde hacía años el estadounidense Ted Meredith. En los 1000 m consiguió 2:25.8 en París en julio de  1927, y sobre los 1500 m Peltzer superó la marca de Paavo Nurmi (3:52.6) y marcó un 3:51.0 en Berlín en septiembre de 1926. Peltzer fue el único atleta en tener las plusmarcas mundiales de 800 m y de 1500 m simultáneamente, hasta que Sebastian Coe consiguió la hazaña cincuenta años después.
Nacido en Ellernbrook-Drage en Holstein, Peltzer superó los problemas de salud de la infancia para convertirse en un atleta de éxito, ganando su primer campeonato alemán con 22 años. Comenzó a estudiar en la Universidad de Múnich en 1918, uniéndose al TSV 1860 club, donde era apodado como "Otto der Seltsame" (Otto el extraño). Continuó en Múnich, doctorándose en 1925. En 1926 fue uno de los atletas alemanes invitados por la AAA Championships al estadio de Stamford Bridge en Londres, donde ganó la carrera de 800 m, batiendo al británico Douglas Lowe, que había ganado esa distancia en los Juegos Olímpicos de 1920 y 1924, en los que se prohibió participar a Alemania. En 1926, se celebró en Berlín una carrera de 1500 m entre Peltzer, Paavo Nurmi de Finlandia, Edvin Wide de Suecia y Herbert Bocher de Alemania, resultando vencedor Peltzer con un nuevo récord mundial.
Poco antes de los Juegos Olímpicos de 1928 en Ámsterdam, en los que se permitió a Alemania competir, Peltzer que había sido elegido capitán del equipo, se lesionó mientras jugaba a balonmano. A pesar de recuperarse lo suficiente para participar en la carrera de 800, fracasó en su intento de cualificarse para la final. En 1932, siendo capitán del equipo, consiguió pobres resultados intentando correr con zapatillas de clavos sobre la pista dura del estadio de Los Ángeles. Peltzer corrió la final, pero no acabó la carrera.
Peltzer sufrió a menudo persecución homofóbica. En 1933 se unió al Partido Nazi y a las SS. Aun así, en junio de 1935 fue sentenciado a 18 meses de prisión por 'delitos homosexuales con jóvenes'. Fue puesto en libertad con la condición de que abandonase su carrera deportiva, pero fue arrestado de nuevo en 1937. Tras pasar un tiempo en Dinamarca, Finlandia (donde dormía al raso y contrajo bronquitis) y Suecia, volvió a Alemania en 1941 donde se le aseguró que los cargos contra él habían desaparecido. Pero fue arrestado y enviado al campo de concentración de Mauthausen-Gusen, donde permaneció hasta la liberación del campo el 5 de mayo de 1945.
Como la homosexualidad siguió siendo delito en la Alemania de los años 50, Peltzer era rechazado por la Asociación Alemana de Atletismo (DLV) y por el directivo Carl Diem, por lo que las oportunidades de Peltzer para entrenar eran limitadas en Alemania. Consiguió que un periódico alemán lo contratase para cubrir los Juegos Olímpicos de Melbourne, tras los juegos intentó sin éxito entrenar algún equipo de atletismo. Finalmente marchó a India, para entrenar equipos indios en Nueva Delhi, donde fundó el Olympic Youth Delhi Club, después bautizado como el Otto Peltzer Memorial Athletic Club en su honor.
Tras un infarto cardíaco, aconsejaron a Peltzer volver a Alemania para ser tratado en un hospital de Holstein. Tras acudir a una competición atlética en Eutin, Peltzer se derrumbó y fue encontrado muerto en el camino hacia el aparcamiento.